# Косарка (річка)
Косарка — річка у Черкаському районі Черкаської області, права притока Тясмину.

## Опис
Довжина річки 13  км., похил річки — 2,3 м/км. Формується з декількох безіменних струмків та водойм. Площа басейну 80,5 км².

## Розташування
Косарка бере початок на околиці села Грушківки в урочищі Холодний Яр. Тече переважно на південний захід в межах села Косарі і впадає в річку Тясмин, праву притоку Дніпра.

## Цікаві факти
У кінці XIX століття в селі Гришківка було 6 вітряних млинів, а в селі Косарі була православна церква, 1 водяний та 2 вітряні млини.